# San José (Californie)
Pour les articles homonymes, voir San José.
San José ou San Jose (prononciation en anglais : /ˌsænhoʊˈzeɪ/) est une ville de la côte ouest des États-Unis, située à l'extrémité sud de la baie de San Francisco, dans l'État de Californie et à 68 km au sud-est de San Francisco. Elle est par le nombre d'habitants la troisième municipalité de Californie et le siège du comté de Santa Clara. C'est la plus importante municipalité de la région de la baie de San Francisco et la « capitale de la Silicon Valley ». On estimait sa population à 969 655 habitants au 1er juillet 2023, ce qui en fait la treizième ville du pays.

## Histoire

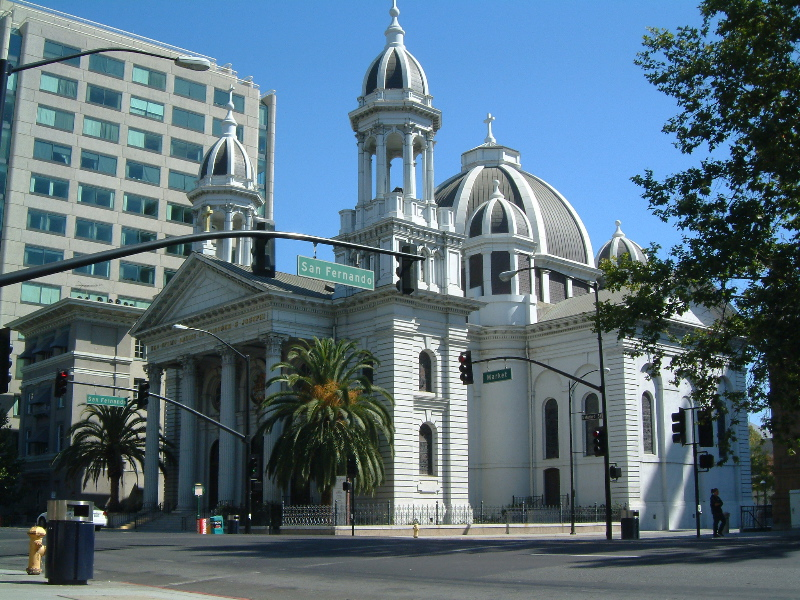
Basilique de San José, 1877-1885.

### Découverte du site
Les premiers habitants de la région sont les Amérindiens Ohlones. La première colonie permanente européenne de Californie et de la région de San José est fondée par les Espagnols en 1769 avec le presidio de Monterey et la Mission San Carlos Borromeo de Carmelo, établies par le père Junípero Serra. Sur les ordres de Antonio María de Bucareli y Ursúa, vice-roi de Nouvelle-Espagne, San José est fondée sous le nom de Pueblo de San José de Guadalupe (en l'honneur de Joseph) le 29 novembre 1777 dans le but de fonder une communauté agricole. Il s’agit de la première communauté civile en Alta California.

### Pueblo espagnol
El Pueblo de San José de Guadalupe (Le village de Saint Joseph de Guadalupe) est fondé le 29 novembre 1777. C'est la première colonie espagnole qui n'est ni une mission ni un avant-poste militaire construite en Alta California. Le pueblo devient rapidement une communauté agricole dont les productions alimentent les présidios de San Francisco et de Monterey. En 1778, sa population est de 68 habitants. En 1797, il change d'endroit et s'installe là où se trouve actuellement la Plaza de César Chávez.

### État américain
La Californie connait une importante immigration chinoise dans les années 1870, quelque 100 000 personnes, souvent très pauvres, venant s'établir dans l’État où leur sont généralement réservés les travaux les plus pénibles. Les sentiments racistes d'une partie de la population américaine conduisent en 1882 à la Loi d'exclusion des Chinois. En 1887, le plus grand des cinq quartiers chinois de San José est déclaré « nuisance publique » et le conseil municipal approuve à l’unanimité sa démolition pour le remplacer par un nouvel hôtel de ville. S'ensuivent une série d'incendies volontaires qui détruisent des centaines d'habitations, provoquant la fuite de 1 400 personnes.

## Géographie

### Climat
San José, comme le reste de la région, jouit d'un climat méditerranéen tempéré par la présence de la baie de San Francisco. Toutefois, contrairement à San Francisco, elle est protégée sur trois côtés par des montagnes et est située à l'intérieur des terres. Cette situation la protège de la pluie et du brouillard, omniprésent à San Francisco.
| Mois                                  | jan.    | fév.    | mars    | avril   | mai     | juin    | jui.    | août    | sep.    | oct.    | nov.    | déc.    | année           |
| ------------------------------------- | ------- | ------- | ------- | ------- | ------- | ------- | ------- | ------- | ------- | ------- | ------- | ------- | --------------- |
| Température minimale moyenne (°C)     | 5,4     | 6,6     | 7,9     | 9,1     | 11,2    | 13,1    | 14,5    | 14,8    | 14      | 11,5    | 7,6     | 5,4     | 10,1            |
| Température moyenne (°C)              | 10,5    | 11,8    | 13,4    | 14,9    | 17,2    | 19,6    | 20,8    | 21,1    | 20,6    | 17,9    | 13,3    | 10,3    | 15,9            |
| Température maximale moyenne (°C)     | 15,4    | 16,9    | 18,8    | 20,7    | 23,2    | 26,2    | 27,1    | 27,4    | 27,1    | 24,3    | 18,9    | 15,3    | 21,8            |
| Record de froid (°C) date du record   | −8 1894 | −4 1904 | −4 1903 | −3 1895 | 0 1896  | 1 1893  | 4 1896  | 4 1893  | 2 1903  | −1 1893 | −6 1896 | −7 1990 | −8 1894         |
| Record de chaleur (°C) date du record | 26 1962 | 27 1986 | 32 2015 | 35 2009 | 39 1910 | 42 1961 | 42 1972 | 41 1993 | 42 2017 | 38 1987 | 29 2010 | 26 1958 | 42 1972 et 2017 |
| Précipitations (mm)                   | 71,1    | 68,3    | 52,8    | 27,2    | 9,9     | 4,6     | 0       | 1,3     | 1,8     | 13,5    | 33,8    | 58,2    | 342,5           |
| Nombre de jours avec précipitations   | 10      | 10,4    | 9,6     | 5,7     | 3,3     | 1       | 0,1     | 0,3     | 0,8     | 3,1     | 7       | 9,8     | 61,1            |

### Risques naturels
San José est située près de la faille de San Andreas et est donc exposée à l'activité sismique. Le plus important séisme ayant touché la ville a eu lieu en 1906 et a détruit de nombreux bâtiments de la ville (c'est le séisme de 1906 à San Francisco). On a recensé à San José des séismes en 1839, 1851, 1858, 1864, 1865, 1868, 1891, 1906, 1957 (le Daly City Earthquake) et en 1989 (séisme de 1989 à Loma Prieta). San José se trouve aussi à proximité de la faille de Hayward, de la faille de Monte Vista et de celles de Northern Calaveras et Central Calaveras.

## Tourisme
San José ville est bien classée au palmarès des villes américaines les plus durables du magazine Lawn Starter, basé sur des critères de développement durable, pollution, transports et production alimentaire, derrière San Francisco (Californie),
Boston (Massachusetts), New York, Oakland (Californie)
San Diego (Californie), et devant Seattle, Baltimore (Maryland) Sacramento (Californie), Los Angeles (Californie), soit six villes de Californie sur dix.

## Politique et administration
San José est dirigée par un gouvernement à gérance municipale. Le conseil municipal est composé de dix membres élus par district, et d'un maire élu par l'ensemble des électeurs de la ville. Le maire préside les conseils, ne dispose pas du droit de veto et est élu pour quatre ans comme les conseillers, mandat renouvelable une seule fois. Le conseil élit un vice-maire parmi les conseillers durant la seconde réunion de l'année suivant l'élection municipale. Ce conseiller dispose des pouvoirs du maire en cas d'absence temporaire, mais ne peut pas lui succéder en tant que maire en cas de vacance du poste.
Le gérant municipal dirige l'administration de la ville, il est nommé par le maire et élu par le conseil municipal pour une période indéfinie. Il a pour rôle de présenter le budget annuel au conseil qui seul peut l'approuver. Depuis 2021, la fonction est assurée par Jennifer Maguire.

## Économie
Selon le World Knowledge Competitiveness Index 2008, la ville de San José figure au premier rang parmi les plus grandes économies de la connaissance au monde.

## Démographie
Population des dix villes de Californie les plus peuplées (2016)
En date du 1er janvier 2010, la ville de San José comptait 945 942 habitants. L'aire urbaine de San José compte 1 611 000 habitants, son aire métropolitaine compte 1 810 560 habitants.
| Groupe            | San José | Californie | États-Unis |
| ----------------- | -------- | ---------- | ---------- |
| Blancs            | 42,8     | 57,6       | 72,4       |
| Asiatiques        | 32,1     | 13,1       | 4,8        |
| Autres            | 15,7     | 17,0       | 6,2        |
| Métis             | 5,0      | 4,9        | 2,9        |
| Afro-Américains   | 3,2      | 6,2        | 12,6       |
| Amérindiens       | 0,9      | 1,0        | 0,9        |
| Océaniens         | 0,4      | 0,4        | 0,2        |
| Total             | 100      | 100        | 100        |
|                   |          |            |            |
| Latino-Américains | 33,2     | 37,6       | 16,7       |

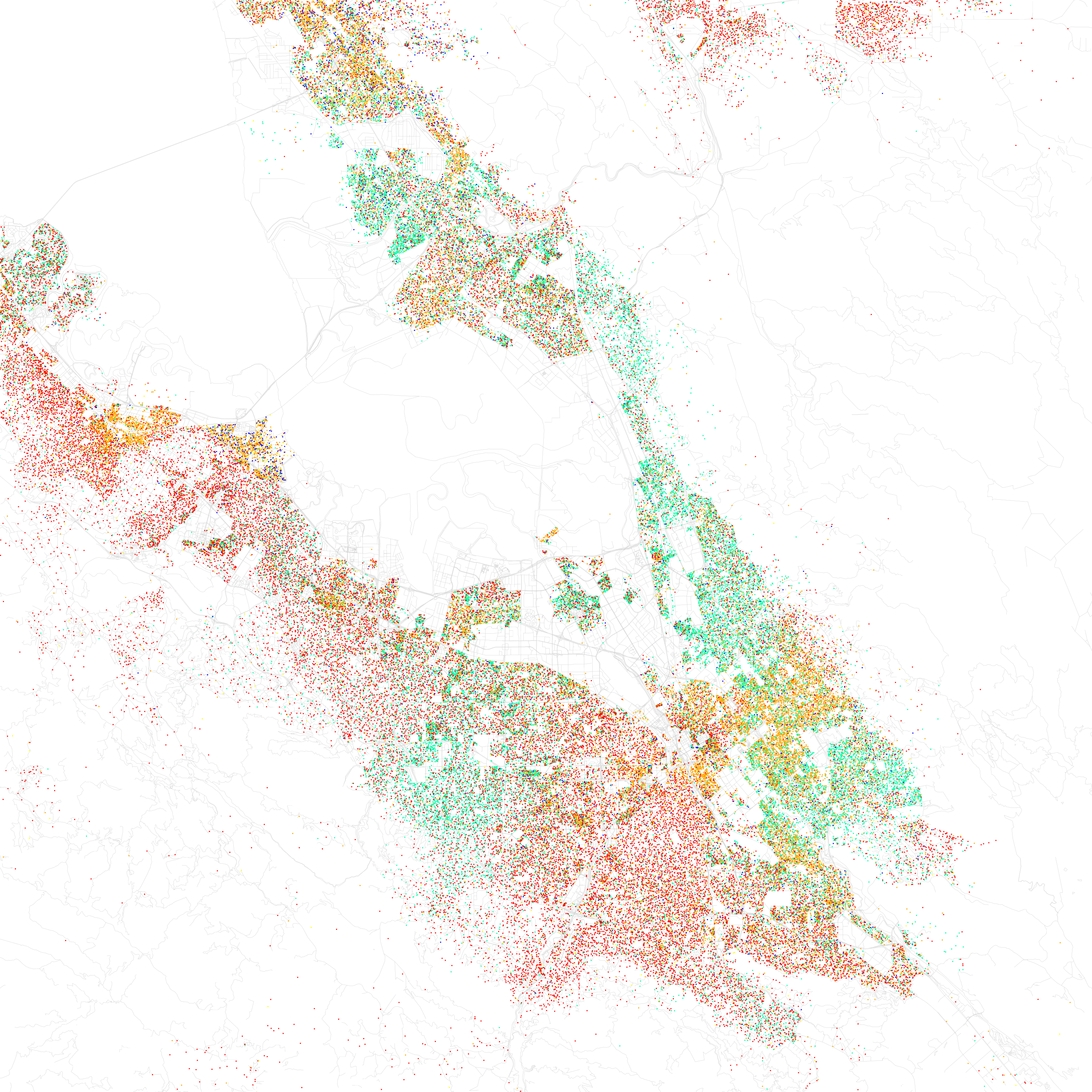
Distribution des groupes ethniques en 2010, chaque point représentant 25 personnes : Blancs non hispaniques, Noirs, Asiatiques, Latinos et autres.

Selon l'American Community Survey, pour la période 2011-2015, 43,44 % de la population âgée de plus de 5 ans déclare parler anglais à la maison, alors que 23,58 % déclare parler l'espagnol, 10,31 % le vietnamien, 6,56 % une langue chinoise, 3,84 % le tagalog, 1,47 % l'hindi, 1,13 % le coréen, 0,72 % le persan, 0,63 % le japonais, 0,51 % le portugais et 7,82 % une autre langue.
| 1870  | 1880   | 1890   | 1900   | 1910   | 1920   |
| ----- | ------ | ------ | ------ | ------ | ------ |
| 9 089 | 12 567 | 18 060 | 21 500 | 28 946 | 39 642 |

| 1930   | 1940   | 1950   | 1960    | 1970    | 1980    |
| ------ | ------ | ------ | ------- | ------- | ------- |
| 57 651 | 68 457 | 95 280 | 204 196 | 459 913 | 629 400 |

| 1990    | 2000    | 2010    | 2020      | - | - |
| ------- | ------- | ------- | --------- | - | - |
| 782 248 | 894 943 | 945 942 | 1 013 240 | - | - |

## Jumelages
- Dublin (Irlande)
- Tainan (Taïwan) en 1977.
- Pune (Inde)
- San José (Costa Rica)
- Shenzhen (Chine)
- Veracruz (Mexique)
- Okayama (Japon)
- Ekaterinburg (Russie)

## Transports
La région de San José dispose d'un réseau d'autoroutes important dont font partie trois Interstate highways, les 280, 880 et Interstate 680; en plus de nombreuses routes majeures fédérales ou gérées par l'état, dont les routes US 101, CA-85, CA-87, CA-17 et CA-237. San José est aussi desservie par les voies express du comté de Santa Clara, dont les Almaden Expressway, Capitol Expressway, San Tomas Expressway, et Lawrence Expressway.
Au niveau du trafic ferroviaire, Amtrak permet de rejoindre Sacramento par la voie Capitol Corridor, et soit Seattle, soit Los Angeles, par la Coast Starlight. Caltrain fournit des lignes de banlieue entre San Francisco et Gilroy, Altamont Commuter Express (ACE) permet de rejoindre Stockton en passant par les communautés de l'est de la Baie. La Santa Clara Valley Transportation Authority (VTA) gère un réseau de tramways qui relie San José aux centres des villes de Mountain View, Milpitas, Campbell et Almaden Valley. VTA gère également de nombreuses lignes de bus dans la municipalité et ses alentours.
Au niveau aéroportuaire, la ville est desservie par l’aéroport international de San José, situé à environ 3 km au nord-ouest du centre de la ville et par le Reid-Hillview Airport of Santa Clara County. Néanmoins les habitants utilisent aussi l'aéroport international de San Francisco, une plate-forme de correspondance située à 56 km au nord-ouest, et l'aéroport international d'Oakland, à 56 km au nord.

## Média
- Au début des années 1990, une partie du film de James Cameron, Terminator 2 : Le Jugement dernier avec Arnold Schwarzenegger, est tourné à San José[18].
- En 2017, la série Good Doctor est lancée. San Jose est la ville dans laquelle se déroule la série. Cependant, Good Doctor n'est pas tournée là-bas.

## Éducation et culture

### Bibliothèques
- La ville compte un réseau de lecture publique constitué d'une bibliothèque centrale, la Dr. Martin Luther King, Jr. Library[19] et de 24 bibliothèques de quartier ou spécialisées[20].

### Festivals
- Cinéma : Cinequest Film Festival (en)

## Personnalités liées à la ville
- Gertrude Atherton
- Lloyd Bacon
- Adrienne Barbeau
- Sofia Hernandez Salazar, militante de la lutte contre le réchauffement climatique, y est née.
- Brett Dalton
- Alfred T. Palmer (1906-1993), photographe, y est né.
- Steve Wozniak, confondateur de la société Apple Computer

## Équipes sportives
| Équipe                  | Ligue                             | Stade                  | Création | Titres |
| ----------------------- | --------------------------------- | ---------------------- | -------- | ------ |
| SaberCats de San José   | AFL (football américain en salle) | SAP Center at San Jose | 1995     | 3      |
| Earthquakes de San José | MLS (soccer)                      | Avaya Stadium          | 1996     | 2      |
| Sharks de San José      | LNH (hockey)                      | SAP Center at San Jose | 1991     | 0      |
| Stealth de San José     | National Lacrosse League (crosse) | SAP Center at San Jose | 2003     | 0      |

## Comme thème dans la culture
- Do You Know the Way to San José, chanson interprétée par Dionne Warwick dont la musique est signée Burt Bacharach et les paroles Hal David.